# Donghai (köpinghuvudort i Kina, Jiangsu Sheng, lat 31,77, long 121,87)
Donghai är en köpinghuvudort i Kina. Den ligger i provinsen Jiangsu, i den östra delen av landet, omkring 290 kilometer öster om provinshuvudstaden Nanjing. Antalet invånare är 52 823. Befolkningen består av 29 344 kvinnor och 23 479 män. Barn under 15 år utgör 9,0 %, vuxna 15-64 år 67 %, och äldre över 65 år 23,0 %.
Närmaste större samhälle är Huiping, 8,8 km väster om Donghai. 
Genomsnittlig årsnederbörd är 1 224 millimeter. Den regnigaste månaden är juli, med i genomsnitt 179 mm nederbörd, och den torraste är januari, med 36 mm nederbörd.